# زجاج رقائقي

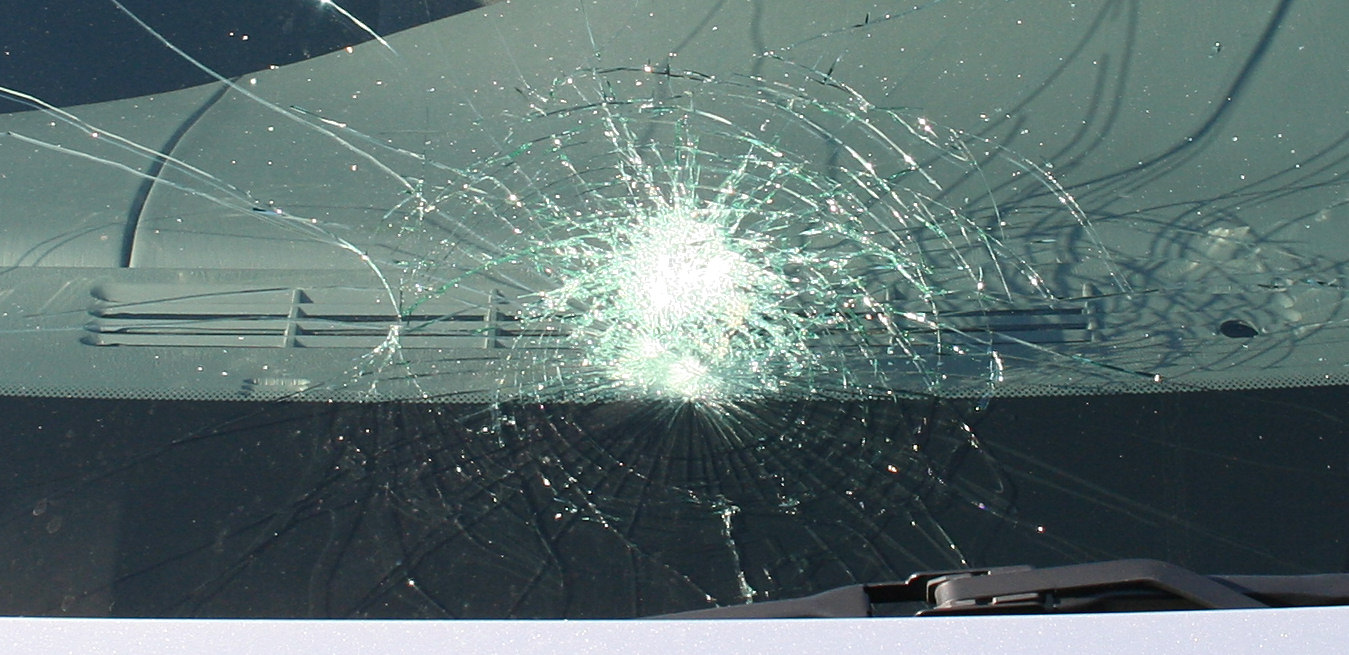

الزجاج الرقائقي هو أحد أنواع زجاج الأمان الذي يبقى متماسكا عند الانكسار، حيث تبقى الشظايا ملتصقة في مكانها بواسطة طبقة لدائنيه «بلاستيكية» توجد بين طبقتين أو ثلاث من الزجاج عادة ما تكون من «البولي فينيل بوتيرال» (PVB)  أو «أسيتات إيثيلين-فاينيل»  (EVA). تحافظ الطبقة البـــيْـــنِـيّة على التصاق الطبقات المختلفة للزجاج حتى في حال الانكسار حتى لا يحدث شضايا حادة مما ينتج كسر خصائص شكله تشبه الشبكة العنكبوتية إذا ما كانت شدة الحدث غير كافية لاختراقه تماما.